# Burg Hausdorp
Die Burg Hausdorp, auch Burghaus Dorp oder Haus Dorp genannt, ist eine Burg und ein heutiges Herrenhaus oberhalb des Naafbachtals in dem Weiler Hausdorp der Stadt Lohmar im Rhein-Sieg-Kreis in Nordrhein-Westfalen. Das „Burghaus“ ist das bislang älteste nachweisbare profane Gebäude auf dem Lohmarer Stadtgebiet.

## Geschichte
Im 14. Jahrhundert wurde schon ein Hof in „Dorp“ urkundlich erwähnt, der als Lehen der Siegburger Abtei St. Michael im Besitz der Familie von Markelsbach (auch Allner genannt) war, die auch auf Schloss Allner und Schloss Birlinghoven saßen. Sie erbauten, inzwischen als Eigentümer von „Dorp“, das Burghaus.
Durch Heirat einer Tochter kam das Haus an den reformierten Wilhelm von Gülich zu Berg, wurde Treffpunkt der Reformierten aus der Region und erhielt 1672 das Recht auf freie Religionsausübung in seiner katholischen Umgebung. Bis 1814 diente die Hauskapelle im Erdgeschoss dem Gottesdienst.
Im Jahr 1779 verkaufte Antonetta Francoise von Reuschenberg geb. D’Alvarado y Bracamonte das Haus Dorp an Anselm Freiherr Spies von Büllesheim. Zuvor hatte vermutlich ihr erster Ehemann, ein Freiherrn von Leefdael, den Rittersitz von der Kölner Familie Cronenberg erworben. Nach dem Aussterben der Familie wurde das Haus Mitte des 19. Jahrhunderts zweigeteilt vererbt und ist im Privatbesitz.

## Heutige Nutzung
Die ehemalige Reitanlage des Herrenhausen und Teile der alten Wirtschaftsgebäude werden seit 1976 von der „Reitgemeinschaft Haus Dorp e. V.“ genutzt. Das Burghaus selbst befindet sich in Privatbesitz und kann nur von außen besichtigt werden.

## Beschreibung
Das Burghaus wurde auf einer Grundfläche von etwa 20 mal 10 Meter aus Grauwackemauerwerk und Fachwerk, heute verputzt, erbaut mit verschieferten Giebeln und tonnengewölbten Kellern.
Nach dendrochronologischen Untersuchungen der Hölzer des Dachstuhls kann die Erbauungszeit auf die Zeit von 1504 bis 1506 festgelegt werden.